# Área de conservación regional Maijuna Kichwa
El Área de conservación regional Maijuna Kichwa es un área protegida en el Perú. Se encuentra en la región Loreto, en los distritos de Putumayo, Napo, Mazán, y Las Amazonas (provincia de Maynas) y Pevas (provincia Mariscal Ramón Castilla).
Fue creado el 16 de junio de 2016, mediante D.S. N.º 008-2015-MINAM. Tiene una extensión de 391 039.82 hectáreas.